# 混沌
混沌，又写作浑沌，指混乱而没有秩序的状态。在哲学中，混沌指虚空，或者没有结构的均匀状态。

## 非线性科学中的混沌
在非线性科学中，「混沌」这个词的含义和本意相似但又不完全一致，非线性科学中的混沌现象指的是一种确定的但不可预测的运动状态。它的外在表现和纯粹的随机运动很相似，即都不可预测。但和随机运动不同的是，混沌运动在动力学上是确定的，它的不可预测性是来源于运动的不稳定性。或者说混沌系统对无限小的初值变动和微扰也具有敏感性，无论多小的扰动在长时间以后，也会使系统彻底偏离原来的演化方向。混沌现象是自然界中的普遍现象，天气变化就是一个典型的混沌运动。混沌现象的一个著名表述就是蝴蝶效应：南美洲一只蝴蝶扇一扇翅膀，就可能会在佛罗里达引起一场飓风。

### 三个关键要素
- 对初始条件的敏感依赖性。
- 临界水平，这里是非线性事件的发生点。
- 分形维，它表明有序和无序的统一。

混沌系统经常是自反馈系统，出来的东西会回去经过变换再出来，循环往复，没完没了，任何初始值的微小差别都会按指数放大，因此导致系统内在地不可长期预测。
混沌确定系统是庞加莱在研究三体问题时第一次发现的。

## 神話
古希腊和中国古代都有混沌的神，古希腊神话中的神为卡俄斯，中国《庄子》中记载了神话生物浑沌的故事。
古希伯来语和圣经上描述了"Tohu Bohu",也是在讲原宇宙在渾沌的状况，在天地尚未分开的时候。